# قیام‌الدین‌لی بالا
قیام‌الدین‌لی بالا (به لاتین: Yuxarı Qiyaməddinli) یک منطقه مسکونی در جمهوری آذربایجان است که در شهرستان آغجه‌آباد واقع شده است.